# Nebulosa do Anel
A Nebulosa do Anel (também conhecida por M57 ou NGC 6720), fica a 2.300 anos-luz da Terra, na constelação de Lira. Está entre os mais notáveis exemplos de nebulosas planetária e de emissão. Foi descoberta por Antoine Darquier de Pellepoix em 1779. Esse nome é porque seus gases parecem um anel ou as pétalas de uma rosa cósmica.

## Descoberta e visualização

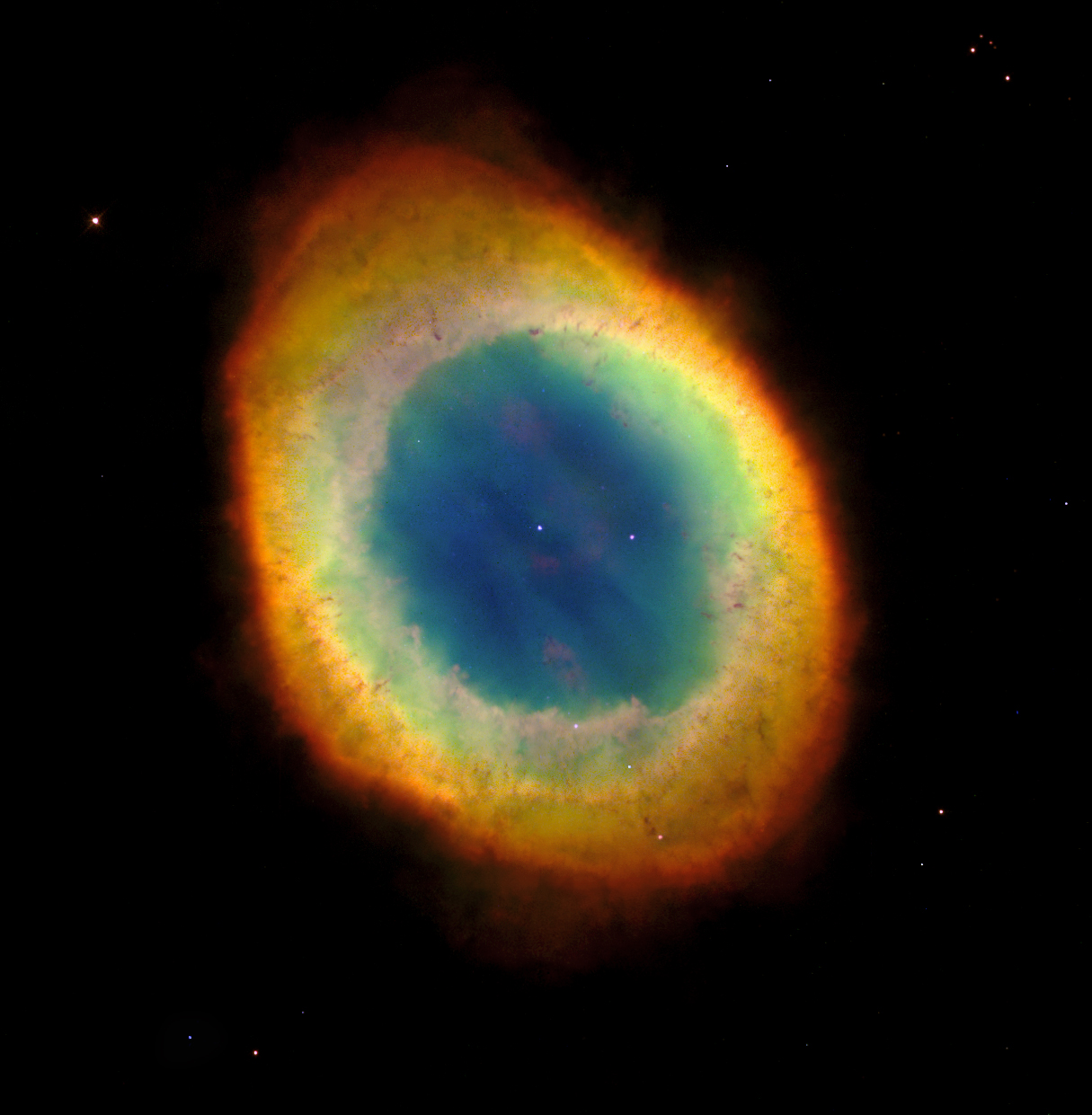
Nebulosa do Anel, vista do Telescópio Espacial Hubble

Messier 57 foi a segunda nebulosa planetária a ser descoberta na história, em 1779, 15 anos após a primeira, a nebulosa do Haltere (M27). Antoine Darquier de Pellepoix descobriu a nebulosa pouco dias antes de Charles Messier redescobrir o objeto independentemente, descrevendo-o como uma "nebulosa ordinária, mas perfeitamente definida, tão grande quanto Júpiter quanto ao diâmetro aparente e parece-se como um planeta tênue." Esta comparação a um planeta pode ter influenciado William Herschel, descobridor de Urano, que associou esses objetos como o mais novo planeta descoberto por ele e introduziu a denominação "nebulosa planetária". Descreveu-a como uma "nebulosa perfurada", ou um "anel de estrelas", a primeira menção histórica de seu formato de um anel. Entretanto, o inventor do nome "nebulosa planetária" não classificou a nebulosa como tal, mas descerveu-a como "uma curiosidade dos céus", um objeto peculiar.
Pode ser visto com binóculos como um objeto quase estelar, difícil de identificar como uma nebulosa planetária devido ao seu diâmetro aparente pequeno. Nos pequenos telescópios amadores, o anel se torna evidente a uma magnificação 100. Em instrumentos ópticos mais potentes, é possível identificar uma cor esverdeada; a maior parte de suas linhas espectrais estão no comprimento de onda ao redor do verde devido à dupla ionização do oxigênio presente nos gases que formam a nebulosa.

## Características

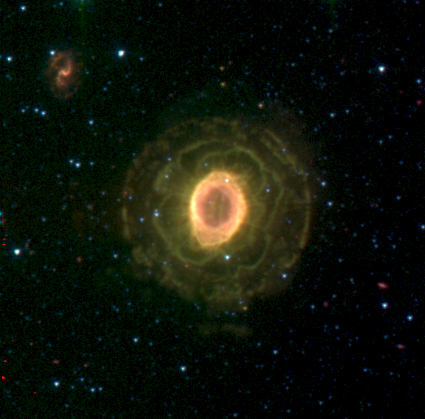
Nebulosa do Anel, Telescópio Espacial Spitzer

É um toro de material brilhante expelida pela sua estrela central, e não uma esfera, como se pensava anteriormente. A forma toroidal já havia sido prevista por John Herschel. É vista a partir de um de seus polos: se fosse vista a partir de seu equador, lembraria à nebulosa do Haltere (M27) ou à Pequena Nebulosa do Haltere (M76).
Acreditava-se que a nebulosa do Anel fosse uma nebulosa planetária esférica, embora investigações como do astrônomo Georg Jacoby, a partir de fotos obtidas no observatório de Kitt Peak, tenham concluído que a forma da nebulosa deveria ser próxima à forma cilíndrica, sendo vista da Terra ao longo de seu eixo. Também surgiram evidências que as extremidades "desse cilindros" eram curvadas, de modo semelhante aos encontrados em outras nebulosas planetárias, como NGC 6302 e a Pequena Nebuosa do Haltere.
Observações mais profundas indicaram a presença de um halo que se estende por mais de 3,5 minutos de grau de sua estrela central, remanescente de seu vento estelar. O halo foi primeiramente descoberto em 1935 por J. C. Duncan. O material que compõe a nebulosa está sendo desionizada gradualmente assim que se distancia de sua estrela central, com uma superfície extremamente quente, entre 100 000 a 120 000 kelvin. A região mais próxima à estrela central é escura, mas intensamente excitada: emite radiação eletromagnética apenas na faixa do ultravioleta. Logo em seguida encontra-se oxigênio e nitrogênio excitados, que emitem radiação na faixa da cor verde. As bordas da nebulosa são avermelhadas, pois contém hidrogênio excitado, o único elemento que pode ser excitado a grandes distâncias da estrela central.
A estrela central foi descoberta em 1800 pelo astrônomo alemão Friedrich von Hahn com o auxílio de um telescópio refletor de 20 pés de abertura. O objeto tem o tamanho de um planeta, de magnitude aparente 15. É o remanescente de uma estrela semelhante ao Sol, apenas um pouco mais maciço que ele, que lançou para o espaço exterior suas camadas mais externas e que hoje formam a nebulosa planetária, encerrando sua vida como uma gigante vermelha e tornando-se uma anã branca, com uma superfície extermamente quente, superando 100 000 K.
Como é comum para nebulosas planetárias, sua distância não é precisamente estimada. As primeiras estimativas para sua distância foram feitas ao tentar relacionar a taxa de expansão da nebulosa, cerca de 1 segundo de grau por século, com sua taxa de expansão radial. Entretanto, tais medidas foram feitas assumindo seu formato esférico em vez de toroidal, resultando em estimativas pouco precisas, que variam desde 1 410 anos-luz, segundo Kenneth Glyn Jones, a 5 000, de acordo com Mark R. Chartrand e Helmut Wimmer. As investigações mais recentes, realizadas com a utilização de paralaxe trigonométrico no Observatório Naval dos Estados Unidos, estimam a distância em 2 300 anos-luz. Tendo-se em conta a taxa de expansão da nebulosa, sua idade foi estimada em 6 000 a 8 000 anos.

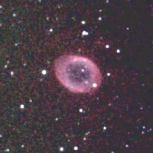
Nebulosa do Anel, projeto 2MASS

É muito mais brilhante visualmente (magnitude aparente 8,8) do que em astrofotografias (magnitude aparente 9,7). Essa diferença deve-se ao fato de que a maior parte da luz visível é emitida na faixa do verde, a mais sensível para os olhos humanos, mas não grava sensívelmente chapas fotográficas ou impressionam câmeras CCD. Assumindo sua distância em 2 300 anos-luz, sua magnitude absoluta é -0,3 visualmente (ou +0,5 fotograficamente), ou seja, tem um brilho intrínseco 50 a 100 vezes maior do que a luminosidade solar. Mesmo sua estrela central, de magnitude aparente 14,7 e tendo o tamanho aproximado da Terra, brilha tanto quanto o Sol, com uma magnitude absoluta +5 a +6. Seu diâmetro aparente de 1,4 minutos de grau corresponde a um diâmetro linear de 0,9 anos-luz e seu halo se estende a 2,4 anos-luz da estrela central.
A massa do material de compõe a nebulosa é de aproximadamente 0,2 massas solares, com uma densidade aproximada de 10 000 íons por cm³. A sua taxa de expansão aparente de 1 segundo de grau corresponde a uma velocidade de expensão entre 20 a 30 km/s. A nebulosa como um todo está se aproximando radialmente da Terra a uma velocidade de 21 km/s.

## Galeria

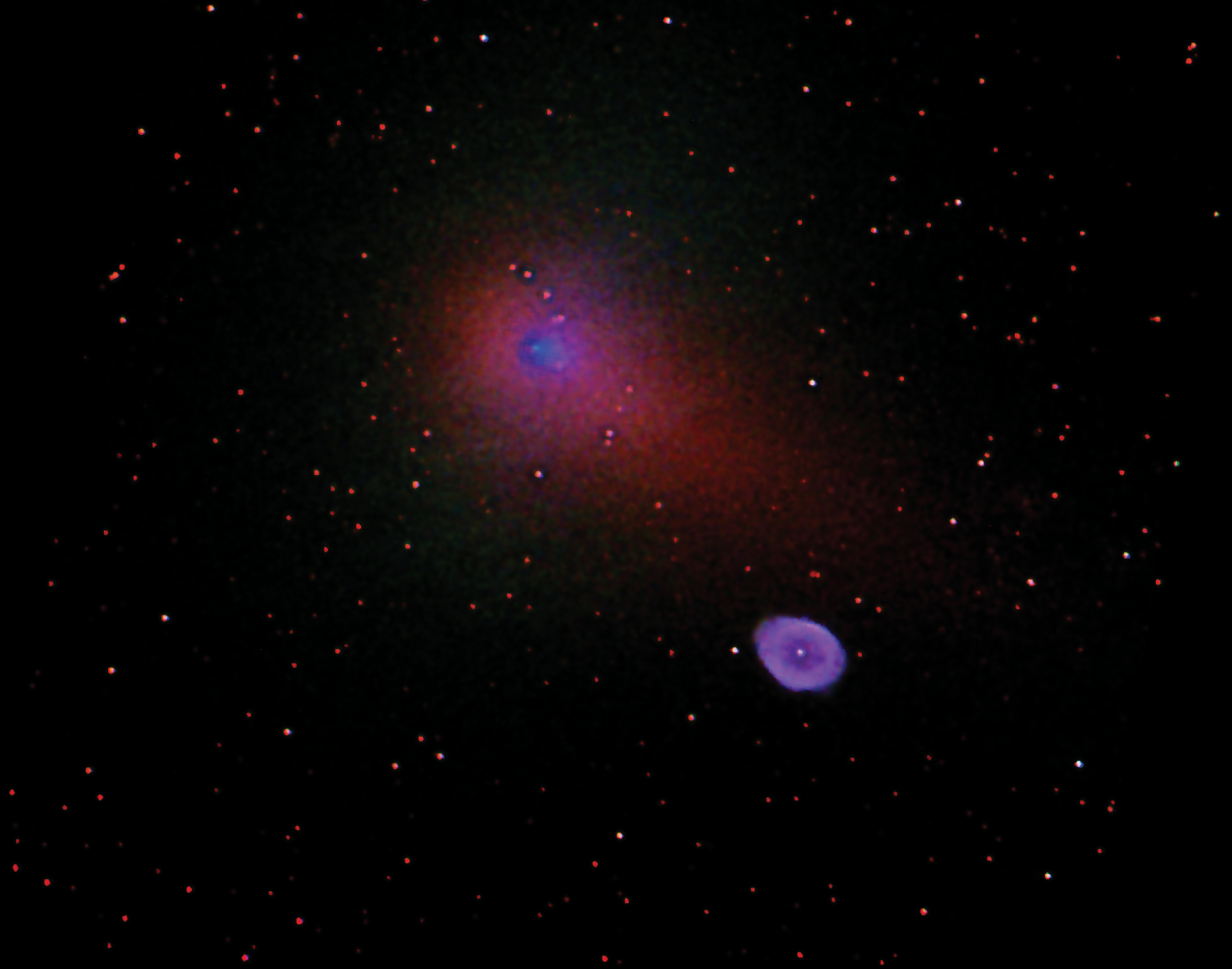
O cometa 73P Schwassman-Wachmann e a Nebulosa do Anel, vistos em Ultravioleta
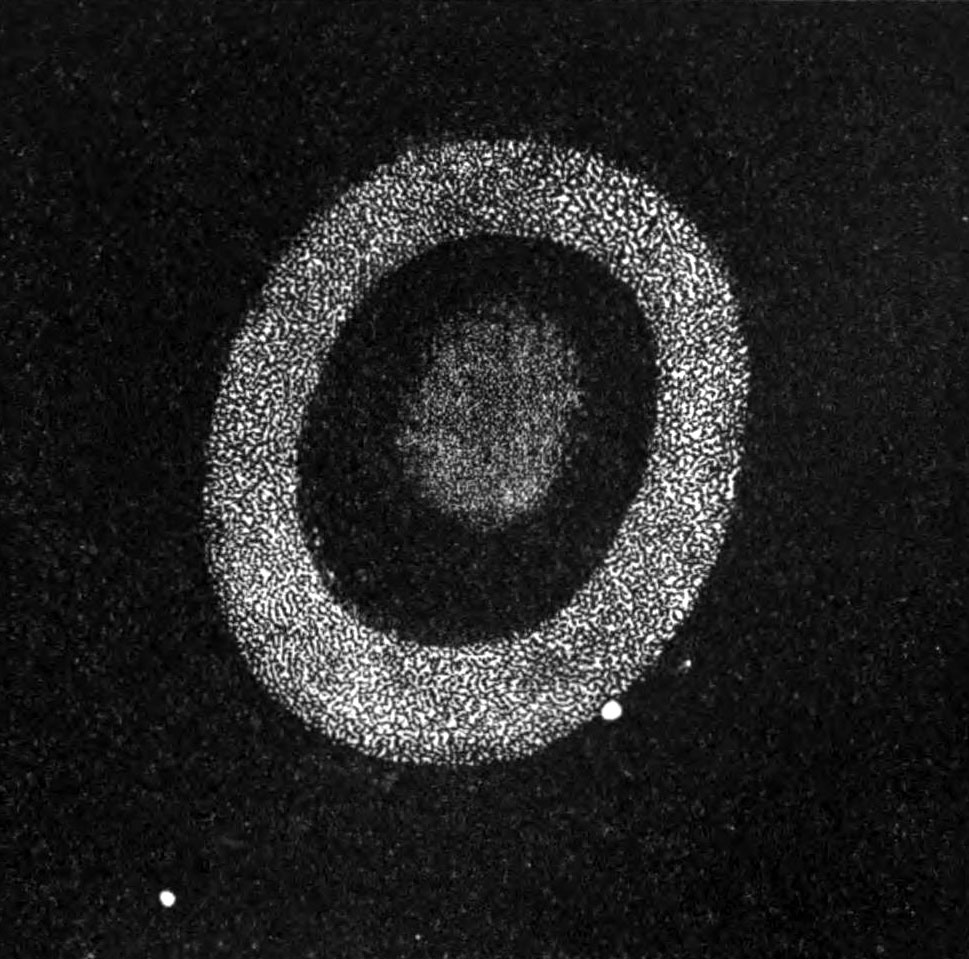
Esboço da Nebulosa do Anel, 1879